# Ułus niżniekołymski
Ułus niżniekołymski (ros. Нижнеколымский улус, jakuc. Аллараа Халыма улууһа) – ułus, jednostka podziału administracyjnego w rosyjskiej Jakucji w położonej poza kołem polarnym części położonej na Syberii autonomicznej rosyjskiej republiki Jakucji.
Utworzony został w 1930 jako część Czukockiego Okręgu Autonomicznego pod nazwą Rejon Zachodniej Tundry z centrum administracyjnym w Niżnym Kołymsku. W 1931 został wcielony do Jakuckiej ASRR. Centrum administracyjnym jest osiedle Czerski. Na terenie ułusu znajduje się dwanaście osiedli ludzkich.
Ułus znajduje się na północno-wschodnim krańcu Jakucji, na obu brzegach Kołymy. Północny kraniec wyznaczają brzegi Morza Wschodniosyberyjskiego. Ułus obejmuje też bezludne Wyspy Niedźwiedzie na Morzu Wschodniosyberyjskim.
Wśród ludności przeważają Rosjanie, rejon zamieszkują również Jakuci, Czukcze, a także Jukagirzy.
Na terenie ułusu znajduje się Rezerwat przyrody „Wyspy Niedźwiedzie”.